# 飲水思源
飲水思源（いんすいしげん）は、中国の故事成句の一つ。「水を飲む者は、その源に思いを致せ」という意味。広く解釈して、「井戸の水を飲む際には、井戸を掘った人の苦労を思え」という意味で使われる。

## 概要
北周の詩人の庾信による『徴調曲』の後段部分から生まれた。歌の意味では幸せを喜ぶとき、喜びの基本を忘れてはならないという意味であるが、抜き出されて広く用いられるようになった。日本では1972年、日中国交正常化の際に訪中した田中角栄首相を周恩来首相が迎えた際の言葉として知られているが、それ以前より、飲水思源の石碑が見られるなど、漢文に通じた人々の間では広く知られていた言葉。

## 石碑・像

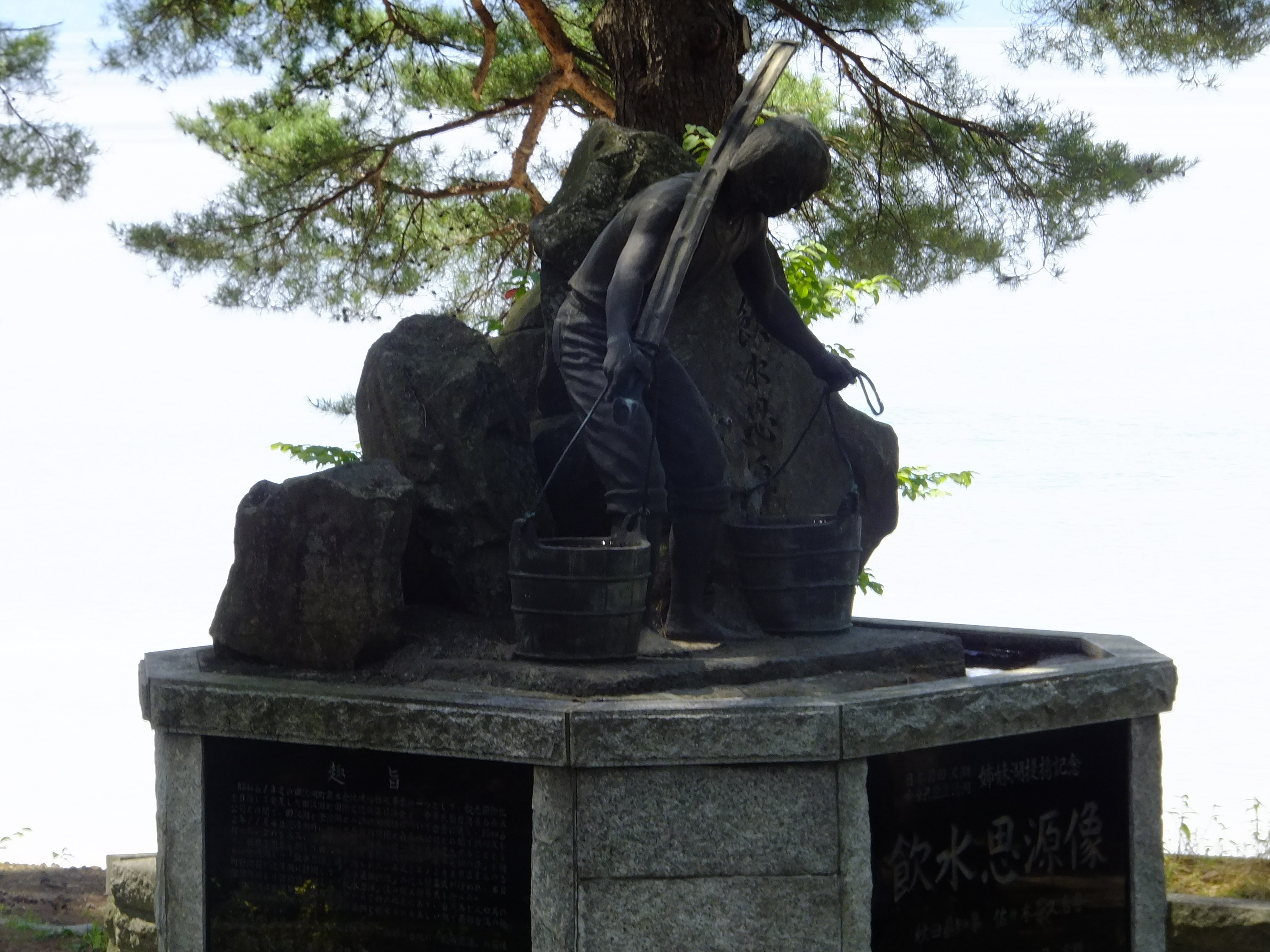
田沢湖畔の飲水思源像

- 田沢湖畔の像（台湾から寄贈されたもの）
- 窯神神社の石碑
- 台湾国立交通大学の石碑
- 中国都江堰の石碑